# Острозький Коран
Острозький Коран — унікальний рукопис Корану 1804 року, що перебував в користуванні волинських татар й зберігався в Острозькій мечеті. Єдиний відомий наразі рукописний Коран створений західноукраїнськими татарами. Він входить в склад близько сорока рукописів, серед яких відомий «Мінський тасфір» 1686 року — найдавніший слов'яномовний виконаний частково переклад значень Корану.

## Історія
Острозькій Коран переписав 9 квітня 1804 року переписувач Адам Алі Мустафа, імовірно в Острозі чи навколишніх селах де здавна існувала громада волинських татар й знаходилась єдина діюча на Волині мечеть.
Коран зберігався в Острозькій мечеті разом із іншими книгами, згодом став сімейною реліквією в родині острозьких татар.
В 1992 власники рукопису задля збереження його для наступних поколінь продали книгу місцевим краєзнавцям Миколі Бендюку та М. Позіховському за символічну ціну в 300 карбованців.
Зараз рукопис зберігається в Острозькому державному історико-культурний заповіднику.

## Опис

### Рукопис
Рукопис переписаний на тканинному папері місцевого виробництва. Папір має синюватий відтінок й розміри 19 на 14 сантиметрів. Книга складається з 19 зшитих зошитів в обкладинці з тонкої шкіри в кожному з яких — до двох десятків сторінок. Деякі сторінки пошкоджені, але втрат власне тексту Корану немає, втрачені лишень кілька сторінок прикінцевої молитви, від якої залишився один перший аркуш.
На початковому аркуші знаходиться текст татарською мовою (молитва перед читанням Корану). В кінці знаходиться молитва, що виголошується після читання всіх сур Корану (ду'а хатм аль-Кур'ан).

### Текст Корану
Текст Корану вписаний в червоній рамці, по 15 рядків на аркуш. Нумерація сторінок та аятів відсутня. Аяти відокремлені великими червоними крапками, червоним також проставлена пунктуація (пауза та її відсутність). Текст в цілому написаний чорним. Почерк — насх з нахилом, характерним для текстів західних татар.
В тексті майже не використовується кінцева та марбута, замість неї використовується звичайна та, як в тюркських мовах.
На полях рукопису розташована нумерація джузів арабською (червона) продубльована діялектом української чорними арабськими літерами. Також додані цифри (іншим почерком) й деякі додаткові позначки. Після останньої сури розміщено ритуальну формулу, що виголошується після завершення читання Корану.

### Українські написи
Зверху першого аркуша міститься напис діялектом української арабськими літерами:
| ... в конци гетую дуа написавши ... | (в транслітерації).
Нижче розташована молитва для читання перед читанням Корану з арабських та, ймовірно, слов'янських слів (польська, українська), текст якої погано зберігся, але окремі українські слова читаються („навчений“, „цілаг“ — „цілого“).
Ще нижче розташований підписи переписувача. Перший — арабськими літерами:
| ібн Адам 'Алі Мустафа... Писани кур'ан року тищонст двісті девятнащего од Мухаммада Пророка мєсьонц Зу ль-Ка'да девьонтего дня од' Іси Пророка ... |
(в транслітерації)
а нижче напис латинським шрифтом:
| Roku 1804 Mesiaca Aprila Dnia 9 |

### Вкладення
Серед сторінок рукопису знаходяться дві закладки:
- Невелика вирізка з фрагментами тексту з обох сторін: фрагмент молитви з однієї і польський або український текст арабицею з іншої.
- Лист з друкованого видання, що містить три сури з Корану і молитви османською мовою.